# 고객생애가치
고객생애가치(customer lifetime value)는 고객과 회사의 관계를 통해 회사가 얻을 수 있는 수익(또는 이익)의 가치이다. 신규 고객을 확보하거나 기존 고객을 유지하고자 할 때 얼마나 비용을 들이는게 적절한지 설명하는 개념이다.

## 같이 보기
- 고객자산
- 곰퍼츠 분포